# Барахоев, Ахмед-Хаджи Османович
Ахмед(-Хаджи) Османович Барахоев (ингуш. Бӏарахой ӏусмана Ахьмад-Хьажа; род. 19 апреля 1954, Щучинск, Кокчетавская область) — ингушский российский общественный деятель и ингушский старейшина. Член Ингушского комитета национального единства (ИКНЕ) и Совета тейпов ингушского народа. Обвинён в рамках «ингушского дела» и приговорён к 9 годам лишения свободы. Признан политзаключенным правозащитным центром «Мемориал». Лауреат премии МХГ (2021).

## Биография
Родился 19 апреля 1954 года в депортации, в городе Щучинске Кокчетавской области Казахстанской ССР. В 1957 году, получив как и другие ингуши разрешение, его семья вернулась на родину. Отец Осман Саадулеевич Барахоев был муллой и учёным-теологом, которого арестовали и осудили на 8 лет будучи депортированным. Его посмертно реабилитировали в 1966 году. Семья Барахоевых выходила из села Ангушт в Пригородного района. Из-за того, что по их возвращению село уже входило в состав Северо-Осетинской АССР, семья поселилась в селе Новый Редант.
В январе 1973 года, Ахмед Барахоев, являясь студентом горно-металлургического института во Владикавказе, участвовал в митинге в Грозном — в столице Чечено-Ингушской АССР — где ингуши требовали возвращения Пригородного района. Чтобы избежать репрессии, Барахоев перевёлся в Алматинский политехнический институт.
В середине 1980-х годов Барахоев вернулся в Ингушетию, где стал одним из первых кооператоров среди ингушей. В 1989 году был он назначен одним из помощников депутата Верховного Совета СССР М. Ю. Дарсигова.
По решению Съезда ингушского народа 17 января 1993 года Барахоев был делегирован в Москву к Р. С. Аушеву, которого он сумел уговорить баллотироваться на пост президента Ингушетии. Несмотря на уговоры министра по делам национальностей С. М. Шахрая, Барахоев не стал обсуждать других кандидатов.

### Политическое преследование
В 2018 году выступал против подписания соглашения об установлении границы между Ингушетией и Чечнёй. Был одним из лидеров последовавших протестов, членом Ингушского комитета национального единства.
C 3 апреля 2019 года находится под стражей в рамках «ингушского дела». Его обвинили по ч. 3 ст. 33, ч. 2 ст. 318 УК РФ («Организация насилия, опасного для жизни или здоровья представителей власти в связи с исполнением ими должностных обязанностей», до 10 лет лишения свободы), ч. 1 ст. 282.1 УК РФ («Создание экстремистского сообщества», до 10 лет лишения свободы), ч. 3 ст. 239 УК РФ («Участие в некоммерческой организации, деятельность которой сопряжена с побуждением граждан к отказу от исполнения гражданских обязанностей или к совершению иных противоправных деяний», до 2 лет лишения свободы).
Барахоев, находясь под административным аресте, с 4 по 13 апреля 2019 года провёл голодовку в качестве протеста «против силового произвола властей Ингушетии, неправомерных действий правоохранительных структур Ингушетии в отношении ингушских активистов».
В октябре 2019 года Барахоев подал первую жалобу в Европейский суд по правам человека. Барахоев требовал признать нарушение своих прав по четырём статьям: нарушение права на свободу и личную неприкосновенность, права на справедливый суд, нарушение пределов ограничения прав и нарушение свободы собраний и объединений (статьи 5, 6, 11 и 18 Европейской конвенции по правам человека).
В июле 2019 года правозащитный центр «Мемориал» признал Барахоева и других фигурантов «ингушского дела» политическими заключёнными и призвал к их немедленному освобождению
15 декабря 2021 года Барахоев был приговорён к девяти годам колонии общего режима.

## Награды
В 2021 году Барахоев получил премию МХГ как «один из лидеров протеста в Ингушетии». Члены МХГ отметили, что «Ахмед Барахоев — личность в регионе уважаемая и любимая абсолютным большинством, он стал символом Ингушетии за свою стойкость и достоинство».